# 741
Évszázadok: 7. század – 8. század – 9. század
Évtizedek: 690-es évek – 700-as évek – 710-es évek – 720-as évek – 730-as évek – 740-es évek – 750-es évek – 760-as évek – 770-es évek – 780-as évek – 790-es évek
Évek: 736 – 737 – 738 – 739 –  740 – 741 – 742 – 743 – 744 – 745 – 746

## Események

### Európa
- Júniusban vízkórban meghal az 55 éves III. León bizánci császár. Utóda fia, V. Kónsztantinosz, azonban örmény származású sógora (Anna nővérének férje), Artabaszdosz fellázad ellene. Artabaszdosz meglepetésszerűen rátámad Kónsztantinoszra, amikor közösen vonulnak az arab portyázók ellen, de Kósztantinosznak sikerül elmenekülnie. Artabaszdosz bevonul Konstantinápolyba és Anasztasziosz pátriárka császárrá koronázza. Kónsztantinosz eközben az Anatóliai és Thrakészioni themákban összegyűjti támogatóit.
- Októberben meghal Martell Károly frank majordomus. Országát két fia, Karlmann és Kis Pippin között osztja fel: Karlmann Austrasiát és Alemanniát kapja, vazallusai a bajorok; Kis Pippiné Neustria és Burgundia, vazallusa Aquitánia. Legkisebb fia, Grifo a majordomusi méltóságot (és feltehetően egy kis földsávot a két országrész között) kapja. Bátyjai Grifót törvénytelen származásúnak mondják, nem ismerik el jogait és a chévremont-i kolostorba zárják.
- Kis Pippin feleségül veszi Bertradát, Charibert laoni gróf lányát.
- Meghal III. Gergely pápa. Utódjául Zakariást választják.[1]
- Bonifatius érsek megalapítja a würzburgi püspökséget.

### Omajjád Kalifátus
- Hisám kalifa Kultum ibn Ijád al-Kusajrít nevezi ki Ifríkija kormányzójává ás megbízza az észak-afrikai berber felkelés leverésével. Al-Kusajrí 30 ezres, keleti arabokból álló sereggel támadja meg a felkelőket, nem hallgatva a helybeliek tanácsaira. A bagdurai csatában döntő vereséget szenved és maga is elesik az ütközetben. A háridzsita felkelők Ifrikíjába vonulnak, de Kairuán kormányzója visszaveri támadásukat.

## Születések
- Temsei Amalberga, frank szent
- III. Tassilo, bajor herceg

## Halálozások
- június 18. – III. León, bizánci császár
- október 22. – Martell Károly, frank majordomus
- november 28. – III. Gergely, római pápa[1]
- Theudoald, frank majordomus

## Fordítás
- Ez a szócikk részben vagy egészben  a(z)   741 című angol Wikipédia-szócikk ezen változatának fordításán alapul.  Az eredeti cikk szerkesztőit annak laptörténete sorolja fel. Ez a jelzés csupán a megfogalmazás eredetét és a szerzői jogokat jelzi, nem szolgál a cikkben szereplő információk forrásmegjelöléseként.